# Wapen van Ulvenhout

Dorpswapen van Ulvenhout

Het wapen van Ulvenhout werd in 1996 tijdens een raadsvergadering van de gemeente Nieuw-Ginneken als dorpswapen voor Ulvenhout vastgesteld. Op 1 januari 1997 ging de gemeente op in Breda, waarbij een deel van de dorpen Bavel en Ulvenhout in de gemeente Alphen-Chaam kwam te liggen.

## Blazoenering
De blazoenering bij het wapen luidt als volgt:
Gedeeld : I in keel een leeuw van goud; II doorsneden; a in goud een rooster van azuur; b in keel drie andrieskruisjes van zilver.
De heraldische kleuren zijn keel (rood), goud (geel), azuur (blauw) en zilver (wit).

## Geschiedenis
Het wapen is ontworpen door de Noord-Brabantse Commissie voor Wapen- en Vlaggenkunde en is afgeleid van het afgekeurde voorstel voor het wapen van Nieuw-Ginneken uit 1947. Toen stelde de Hoge Raad van Adel voor Nieuw-Ginneken het volgende wapen voor: gedeeld; met rechts in keel een gouden leeuw, en links doorsneden, met boven in goud een rooster van sabel en beneden in hermelijn een Sint Andrieskruis van keel. Uit dit voorstel is het heraldisch rechterdeel in het dorpswapen van Ulvenhout opgenomen. De leeuw is ontleend aan het wapen van de oudste Heren van Breda, van het geslacht Gavere-Liedekercke. In de dertiende en veertiende eeuw behoorde het gebied tot het Land van Breda.
Het rooster, eveneens overgenomen, is een verwijzing naar St. Laurentius, parochieheilige van Ulvenhout. Verder in het wapen van Ulvenhout het veld met de drie kruisjes uit het wapen van Breda opgenomen.
Op 7 augustus 2012 heeft de gemeenteraad van Alphen-Chaam de dorpswapens van Bavel en Ulvenhout vastgesteld, nadat deze in 1996 door de toenmalige gemeente Nieuw-Ginneken en in 2011 door de gemeente Breda, waaronder beide dorpen deels vallen, eveneens zijn vastgesteld.

## Verwante wapens

Het wapen van Breda
Het wapen van Nieuw-Ginneken, thans dorpswapen van Ginneken

Bavel
· De Mortel
· De Rips
· Dinteloord
· Elsendorp
· Galder
· Gemert
· Ginneken
· Handel
· Mierlo-Hout
· Milheeze
· Nispen
· Rosmalen
· Sint-Michielsgestel
· Strijbeek
· Ulvenhout